# تاريخ عصابة كيلي (رواية)
تاريخ عصابة كيلي (بالإنجليزية: True History of the Kelly Gang)‏ هي رواية للكاتب الأسترالي بيتر كاري، نشرت عام 2000، عن دار نشر جامعة كوينزلاند.